# Chaos Walking (film)
Chaos Walking je americký sci-fi film režiséra Douga Limana z roku 2021. Snímek společnosti Lions Gate Entertainment byl natočen dle knižní předlohy Hlas nože od amerického spisovatele Patricka Nesse, jenž se podílel i na filmovém scénáři. Kromě něj scénář napsali také Charlie Kaufman a John Lee Hancock. V hlavních rolích se objevili Tom Holland a Daisy Ridley. Mezi dalšími herci jsou také Mads Mikkelsen, Demián Bichir, Kurt Sutter, Nick Jonas či David Oyelowo.

## Obsazení
| Tom Holland    | Todd Hewitt       |
| Daisy Ridley   | Viola Eade        |
| Mads Mikkelsen | David Prentiss    |
| Demián Bichir  | Ben Moore         |
| Kurt Sutter    | Cillian Boyd      |
| Nick Jonas     | David Prentiss Jr |
| David Oyelowo  | Aaron             |